# Harmånger
Harmånger est une localité de Suède dans la commune de Nordanstig située dans le comté de Gävleborg.
Sa population était de 593 habitants en 2019.